# Iglesia de San Salvador (Destriana)
La iglesia de San Salvador es un templo románico y mozárabe, construido entre los siglos XI y XII, que se encuentra en la localidad española de Destriana, en la provincia de León.

## Historia
Se tienen datos de la existencia de un templo en la zona desde el siglo IX. Ramiro II de León (931-951) ordena la construcción de un monasterio bajo la advocación de San Miguel por petición de su esposa, Urraca Sánchez (reina de León). En este monasterio recibió sepultura el obispo de Astorga san Fortis (920-931), que fue el sucesor del eremita de Peñalba de Santiago, san Genadio. Más tarde, en 985 y según la Crónica de Sampiro, recibió sepultura en él Ramiro III, cuyos restos fueron trasladados a la seo de Astorga en 1165.
En el año 987 el monasterio es destruido por Almanzor y es necesaria la construcción de uno nuevo, esta vez bajo la advocación de San Salvador. Este monasterio, de fines del siglo XI o principios del siglo XII, mucho más sencillo, es el que ha llegado a nuestros tiempos. La villa y su iglesia fue donada a la naciente Orden de Santiago ya en 1175, confirmada en 1181 por Fernando II y en 1188 por Alfonso IX.

## Arquitectura

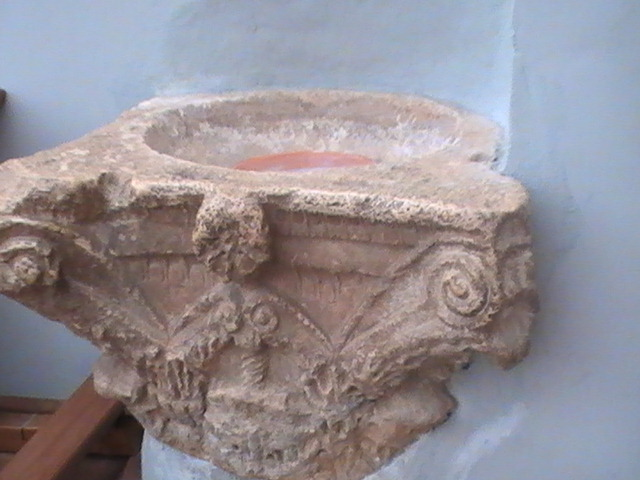
Pila de agua bendita utilizando un capitel corintio del

Desde un punto de vista arquitectónico la iglesia es muy simple, posee una única nave cubierta por dos tramos de bóvedas de cañón, terminada en una cabecera triabsidal, los ábsides se cubren mediante una bóveda de horno.
En el exterior se pueden ver varios restos, tal vez mozárabes, aunque parecen más arcaísmos que nos pueden llevar a bien entrado el románico. Se trata de dos pequeñas ventanas absidiales con arco de herradura, apoyados sobre columnas con basas áticas y un óculo compuesto por ocho pétalos. 
En el interior se encuentra una lápida procedente del monasterio de San Miguel, en ella esta tallada la cruz prerrománico-asturiana de Ramiro II de León y la siguiente inscripción:

HOC SIGNO TVETVR PIVS
HOC SIGNO VINCITVR INIMICVS.
SIGNVM SALVTIS PONE
DOMINE IN DOMOS
TVAS ET NON PERMITAS
INTROIRE ANGELVM
PERCVTIENTEM
AMEN

Su traducción es: "Con esta cruz se protege al piadoso, con esta cruz se vence al enemigo. Que la cruz ponga la salud del señor en nuestras casas y no permita que los ángeles intrusos nos castiguen amén".
Además hay en su interior, un capitel corintio del siglo IV que se usa como pila de agua bendita.